# Absdorf
Absdorf ist eine Marktgemeinde mit 2503 Einwohnern (Stand 1. Jänner 2025) im Bezirk Tulln in Niederösterreich. Bekannt ist sie vor allem durch den Weinbau und die im 19. Jahrhundert errichtete Eisenbahnstrecke der Franz-Josefs-Bahn. Der zugehörige Bahnknotenpunkt ist der Bahnhof Absdorf-Hippersdorf.

## Geografie
Die Gemeinde liegt 30 km nordwestlich von Wien im Tullnerfeld auf 182 m ü. A., etwas nördlich der Donau nahe am Abhang des Wagrams. Mit einer Fläche von 15,96 Quadratkilometern ist Absdorf flächenmäßig eine der kleinsten Gemeinden von Niederösterreich. Rund 80 % von Absdorf sind Felder, die zu einem gewissen Teil zum Weinbau genutzt werden, rund 13 % sind bewaldet und 7 % bebaute Flächen. Das Gelände in Absdorf ist überwiegend flach, doch weist es mehrere Hügel und niedrige Berge auf, insbesondere die steile Geländestufe des aus Löss bestehenden Wagrams. Durch die Marktgemeinde Absdorf fließt von Norden nach Südosten die Schmida und der aus ihr abgeleitete Schmidamühlbach.
Das gesamte Gebiet in und um Absdorf ist mit Quartärablagerungen aus dem nacheiszeitlichen Holozän bedeckt. Es treten vor allem durch die Donau abgelagerte fluviatile Sedimente auf, in beschränktem Maße auch organische und anthropogene Ablagerungen. Weiters sind in Absdorf 9,6–11,3 Meter mächtige Sandschotter zu finden, die niedrige Erhebungen bilden. Diese haben einen hohen Kalkgehalt und einen hohen Granat- und Amphibolanteil. An der Oberfläche befinden sich teilweise alte Mäander, die mit stark humosen, sandigen Lehmen ausgefüllt sind.

### Gemeindegliederung
Absdorf besteht aus dem Hauptort Absdorf und dem Gemeindeort Absberg. Absberg liegt nördlich von Absdorf und besteht im Gegensatz zu Absdorf aus wenigen Einfamilienhäusern. Zwischen den Ortsteilen befinden sich Weinbaugebiete, der Fluss Schmida sowie eine Eisenbahnlinie.

### Nachbargemeinden
|                       | Großweikersdorf                             | Stetteldorf am Wagram |
| Königsbrunn am Wagram | Kompassrose, die auf Nachbargemeinden zeigt | Hausleiten            |
|                       |                                             | Tulln an der Donau    |

### Klima
Absdorf hat das für den Weinbau optimal geeignete Klima. Im Sommer ist es tagsüber recht warm, jedoch kommen Hitze- oder Schwüleperioden nur selten vor, die Nächte bringen starke Abkühlung. Das Klima ist sehr sonnig und trocken; der Niederschlag erreicht kaum 1000 Millimeter pro Jahr. Im Sommer liegt die Durchschnittstemperatur bei 25 °C, im Winter um 3 °C; Schnee ist aber rar. In allen Jahreszeiten ist Nebel eher selten und dauert meistens nur sehr kurze Zeit an.

## Geschichte
Funde belegen die Besiedlung des Ortes bereits in der Bronzezeit und La-Tène-Zeit. Durch Funde von Fallgruben und Mammutzähnen lassen sich Mammutjäger aus der Eiszeit nachweisen. Diese jagten entlang des Flusses Schmida, der auch durch Absdorf fließt. In der Bronze- und La-Tène-Zeit entstanden mehrere Siedlungen am Fluss Wagram; auch Weinbau wurde von den Kelten betrieben. Zu dieser Zeit existierten Handelsbeziehungen mit den Griechen, was Münzfunde aus dem Reich Alexanders des Großen beweisen. Der Weinhandel erhielt mit der Besetzung durch die Römer einen großen Aufschwung. Die Nordgrenze zwischen Römern und Alamannen bildete der Limes, der in der Nähe von Absdorf entlang der Donau verlief. Die Völkerwanderungen der germanischen Völker vom 3. bis zum 6. Jahrhundert waren der Auslöser, dass viele Weingärten aufgelassen und zerstört wurden. Erst mit der Ausdehnung des Fränkischen Reiches wurde der Weinbau wieder Haupterwerbszweig der Gemeinde.
Aus der ersten Hälfte des 9. Jahrhunderts stammt ein Gräberfeld mit charakteristischem donauslawischem Fundgut, was wegen der Tracht und des Bestattungsrituals zu erkennen ist. Dass nach der Mitte des 9. Jahrhunderts dort fast keine weiteren Bestattungen oder Belegungen mit Speisebeigaben und Gefäßen nachweisbar sind, lässt auf die fortschreitende Christianisierung in dieser Zeit schließen.
Absdorf wurde urkundlich erstmals im Jahr 864 erwähnt, als der deutsche König Ludwig der Fromme das so genannte Land an der Smidaha zwischen Wagram und Donau der Abtei Niederaltaich in Bayern schenkte. Im Jahr 1011 erneuerte König Heinrich die Schenkung. Das in der Urkunde genannte Abbatesdorf ist mit dem heutigen Absdorf identisch. Schon in jener Zeit bestanden die dem heiligen Mauritius geweihte Kirche, ein Wirtschaftshof und eine namentlich erwähnte Mühle „am Abtsperg“. Die wenigen Klöster, die größtenteils Stiftungen der bayerischen Klöster waren und von der Eroberung neuer Gebiete durch die Awaren profitierten, schufen die Wirtschaftsbasis durch den Handel mit Wein, den sie produzierten.
Im Dreißigjährigen Krieg wurde die Meierei in Absdorf vollkommen zerstört, die Weinbaugebiete wurden von Krankheitserregern befallen. Am 9. August 1809 soll Napoleon im Meierhof übernachtet haben.
Bedeutung erlangte Absdorf später als wichtiger Bahnknotenpunkt. Im Ort besteht seit 1870 ein Bahnhof an der Teilstrecke der Kaiser-Franz-Josephs-Bahn von Wien Franz-Josefs-Bahnhof nach Eggenburg. 1872 wurde die Bahn nach Krems, in die Wachau, nach Stockerau und Wien-Floridsdorf erweitert.
Im Zweiten Weltkrieg wurden sämtliche Weingärten durch Bomben zerstört, so dass der Weinhandel, seit jeher die Haupteinnahmequelle der Gemeinde, darniederlag. Bald wurde Absdorf wieder aufgebaut und die Weingärten wurden wieder eingerichtet. Damit war das Einkommen der Weinbauern erneut gesichert.

### Bevölkerungsentwicklung
| Absdorf: Einwohnerzahlen von 1869 bis 2025          | Absdorf: Einwohnerzahlen von 1869 bis 2025 | Absdorf: Einwohnerzahlen von 1869 bis 2025 | Absdorf: Einwohnerzahlen von 1869 bis 2025 | Absdorf: Einwohnerzahlen von 1869 bis 2025 |
| --------------------------------------------------- | ------------------------------------------ | ------------------------------------------ | ------------------------------------------ | ------------------------------------------ |
| Jahr                                                |                                            |                                            |                                            | Einwohner                                  |
| 1869                                                | 1869                                       |                                            | 869                                        | 869                                        |
| 1880                                                | 1880                                       |                                            | 1.019                                      | 1.019                                      |
| 1890                                                | 1890                                       |                                            | 1.075                                      | 1.075                                      |
| 1900                                                | 1900                                       |                                            | 1.220                                      | 1.220                                      |
| 1910                                                | 1910                                       |                                            | 1.288                                      | 1.288                                      |
| 1923                                                | 1923                                       |                                            | 1.409                                      | 1.409                                      |
| 1934                                                | 1934                                       |                                            | 1.469                                      | 1.469                                      |
| 1939                                                | 1939                                       |                                            | 1.468                                      | 1.468                                      |
| 1951                                                | 1951                                       |                                            | 1.371                                      | 1.371                                      |
| 1961                                                | 1961                                       |                                            | 1.353                                      | 1.353                                      |
| 1971                                                | 1971                                       |                                            | 1.394                                      | 1.394                                      |
| 1981                                                | 1981                                       |                                            | 1.361                                      | 1.361                                      |
| 1991                                                | 1991                                       |                                            | 1.369                                      | 1.369                                      |
| 2001                                                | 2001                                       |                                            | 1.605                                      | 1.605                                      |
| 2011                                                | 2011                                       |                                            | 1.812                                      | 1.812                                      |
| 2021                                                | 2021                                       |                                            | 2.290                                      | 2.290                                      |
| 2025                                                | 2025                                       |                                            | 2.503                                      | 2.503                                      |
| Quelle(n): Statistik Austria, Gebietsstand 1.1.2021 |                                            |                                            |                                            |                                            |

Das Gemeindegebiet ist mit einer Bevölkerungsdichte von 114 Einwohnern je Quadratkilometer vergleichsweise sehr dicht besiedelt (zum Vergleich: Niederösterreich hat 83, Österreich 98 Einwohner je Quadratkilometer). Im Gegensatz zu vielen kleineren Orten in Niederösterreich setzte in den letzten Jahren keine Tendenz zur Abwanderung in die umliegenden Städte ein. Ganz im Gegenteil, während Absdorf in den Jahren 1991 bis 2001 um 17,2 % zugelegt hat, lag die Zunahme im gesamten Bezirk Tulln nur bei 12,1 %. Dies erklärt sich dadurch, dass sich die Erreichbarkeit durch Infrastrukturausbau und die Verbesserung des Angebotes im öffentlichen Nahverkehr verbessert haben, somit die regionalen und überregionalen Arbeitszentren besser erreichbar wurden und Neuansiedlungen oder Rückkehr von Städtern in die Gemeinden erfolgten.
Die erste Bevölkerungszählung im Jahr 1869 verzeichnete 869 Personen. Danach setzte ein großer Zuwachs ein und 1934 waren es 1.469 Einwohner. Infolge des Zweiten Weltkrieges verringerte sich die Bevölkerung. Ein leichter Anstieg fand zwischen 1961 und 1971 statt. Ab 1981 wuchs die Bevölkerung rasant und am 1. Januar 2008 wurde mit 1.818 der Höchststand in der Geschichte von Absdorf verzeichnet. Maßgebend dafür war neben der positiven Geburtenbilanz (Vergleich 1991 zu 2001: +15) die ebenfalls starke Wanderungsbilanz (+221). Insbesondere bei der Wanderungsbilanz liegt Absdorf (+16,1 %) deutlich über den Werten des Bezirks Tulln (+12,0 %) und des Landes Niederösterreich (+5,4 %).
Am 1. Jänner 2008 betrug die Einwohnerzahl 1.818 (878 männlich/949 weiblich). Davon waren 300 unter 15 Jahre (158/142), 1.225 im Alter von 15 bis 60 Jahren (599/626) und 293 über 60 Jahre alt (121/172). Die meisten Frauen waren im Alter von 40 bis 42 Jahren (insgesamt 93), die meisten Männer im Alter von 45 bis 49 (insgesamt 94).

### Herkunft und Sprache
1.463 (91,2 %) der Absdorfer gaben 2001 Deutsch als Umgangssprache an. Weitere 27 Personen (1,7 %) sprachen hauptsächlich Serbisch, 26 (1,6 %) Türkisch, 20 (1,2 %) Kroatisch, sechs (0,4 %) Slowenisch, jeweils vier (0,2 %) Ungarisch und Bosnisch. Die Sprachen von 55 Einwohnern waren unbekannt (3,4 %). Von der Bevölkerung (Stand 2008) waren 1.666 (91,6 %) österreichische Staatsbürger, 152 Einwohner (8,4 %) waren es nicht. Dabei waren 71 (3,9 %) ehemalige jugoslawische Staatsbürger, 26 (1,4 %) hatten eine Staatsbürgerschaft der Türkei und 11 (0,5 %) waren Deutsche. Dahinter folgten drei Asiaten, und 12 (0,7 %) Bürger waren staatenlos. Insgesamt waren 2008 etwa 10,7 % der Absdorfer in einem anderen Land als in Österreich geboren.

### Religion
Der Großteil der Absdorfer Bevölkerung ist römisch-katholischer Konfession. Bei der Volkszählung 2001 betrug der Anteil der Personen mit römisch-katholischem Bekenntnis 86,0 % (1.381 Personen). Dahinter folgten 5,5 % (88) mit islamischen und 1,6 % (35) mit einer anderen Glaubensrichtung. 6,9 % (111) der Absdorfer waren ohne religiöses Bekenntnis oder es war unbekannt.

## Kultur und Sehenswürdigkeiten

### Bauwerke

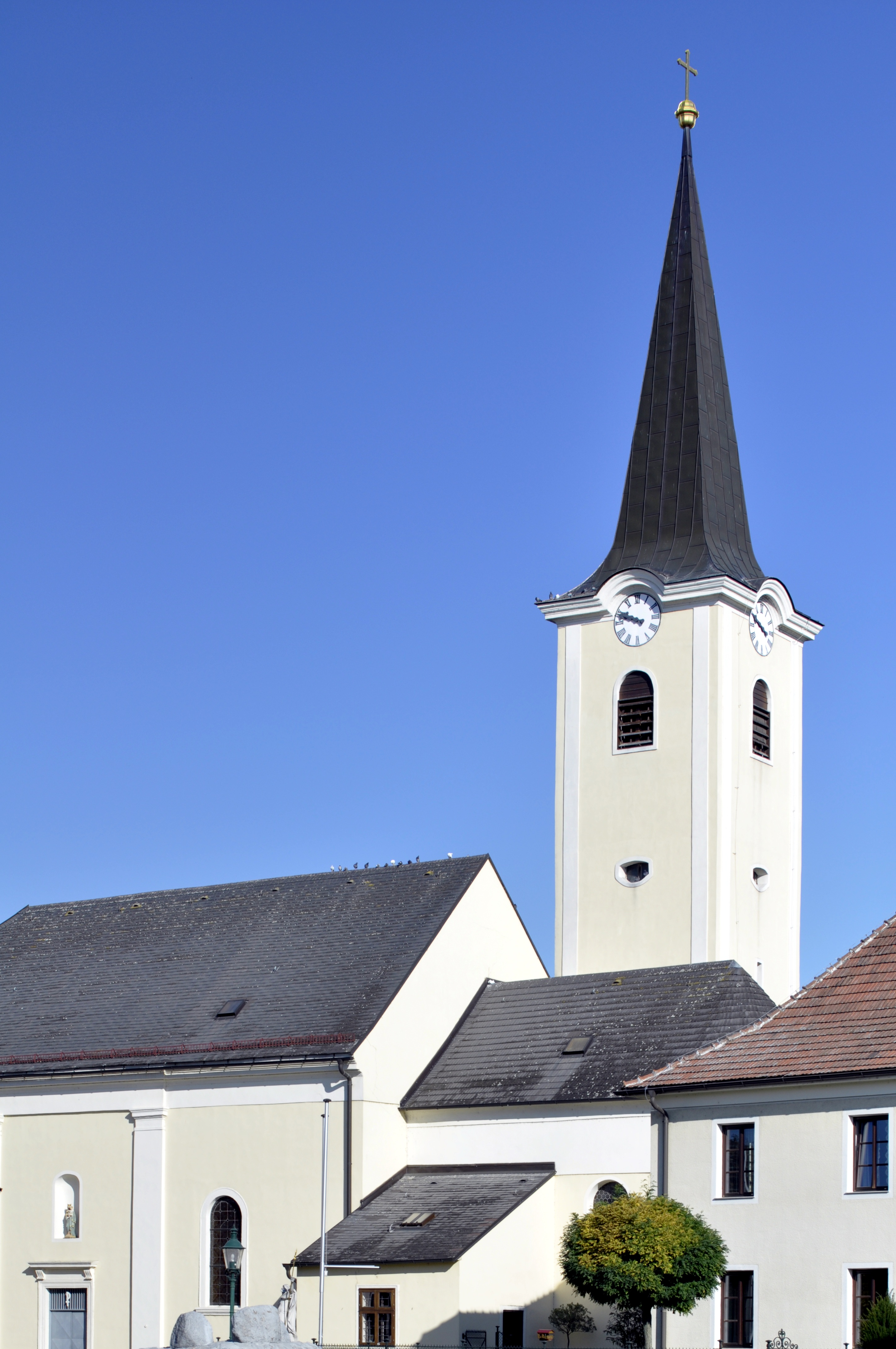
Pfarrkirche Absdorf

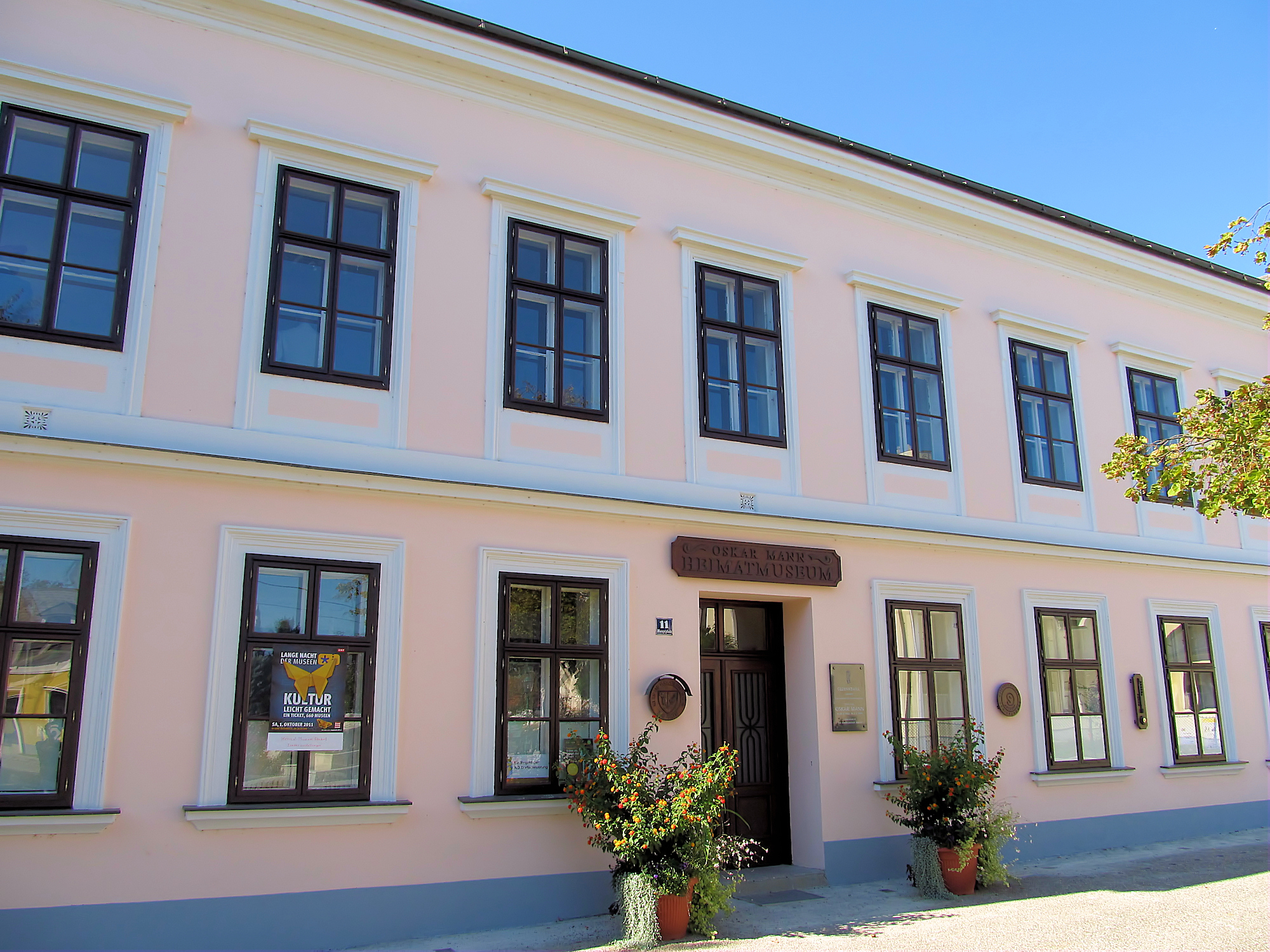
Oskar-Mann-Heimatmuseum

- Katholische Pfarrkirche Absdorf hl. Mauritius
- Oskar-Mann-Heimatmuseum: Das Heimatmuseum dokumentiert die vielfältigen Aspekte der Geschichte des Ortes. Es ist in der ehemaligen (der „alten“) Volksschule vis-à-vis der Kirche untergebracht. Die verschiedenen Schauräume widmen sich den Themen Geologie und Archäologie, der geschichtsträchtigen Beziehung zum Kloster Niederaltaich von Bayern, dem Wirken des Grafen zu Hardegg, der Bedeutung der Eisenbahn für Absdorf sowie der allgemeinen wirtschaftlichen Entwicklung des Ortes und seiner Bewohner. In der volkskundlichen Sammlung erhält man durch zahlreiche ausgestellte Arbeitsgeräte der Bauern und Handwerker (Schuster, Sattler, Schmied, Wagner, Fassbinder, Bäcker) einen Einblick in das Leben der Menschen vergangener Zeiten. Das Museum verfügt über rund 2.000 Exponate und auch über eine Vinothek mit Absdorfer Weinen.[13]

### Regelmäßige Veranstaltungen
In Absdorf fand jedes Jahr Mitte August ein Kellergassenfest statt. Es war der Höhepunkt der traditionellen Feste. Dabei standen der Wein und der Weinbau ganz im Mittelpunkt. Aufgrund von Problemen mit dem Finanzamt findet es jedoch seit 2012 nicht mehr statt. Zu Pfingsten findet jährlich das Feuerwehrfest, Mitte Juli das Bründlfest und das Badfest, sowie Mitte September der Kirtag statt.

### Sport
In Absdorf gibt es mehrere Sportvereine. Für sportliche Aktivitäten stehen ein Freibad mit geheiztem Bassin, Wasserrutsche und Tauchsportzentrum, ein Sportplatz, drei Tennisplätze sowie zahlreiche Rundwanderwege zur Verfügung. In Absdorf finden jedes Jahr ein Beachvolleyball-Turnier und der Wagramlauf statt.
Der Wagramlauf findet seit 2002 jährlich Anfang Juni statt. Die Strecke beträgt zehn Kilometer und entlang der Strecke befinden sich Labstationen, an denen die Läufer Trinkwasser bekommen. Der Startschuss erfolgt beim Sportplatz des SV Absdorf. Die Strecke verläuft durch die Marktgemeinde bis zur Nachbargemeinde Stetteldorf und wieder zurück.
Außerdem wird in Absdorf alljährlich der Weingartenlauf vom Laufverein Absdorf on The Run veranstaltet, welcher zum Schmidataler Laufcup zählt.
Der im Jahr 1922 gegründete Fußballverein SV Absdorf spielt derzeit in der Gebietsliga Nordwest/Waldviertel (sechste Leistungsstufe). Der größte Erfolg ist der Durchmarsch von der 2. Klasse Donau in die 2. Landesliga ab der Saison 2001/2002. Der letzte Meistertitel wurde 2005/06 in der Gebietsliga Nord/Nordwest erreicht. Neben der Kampfmannschaft nimmt der Verein mit der Reservemannschaft, einer U-16-, einer U-12- und einer U-9-Mannschaft an der Meisterschaft teil. Die Vereinsfarben sind blau-gelb. Die Heimstätte befindet sich im Ortszentrum.

## Wirtschaft und Infrastruktur
Laut Arbeitsstättenzählung 2001 gab es in Absdorf 61 Arbeitsstätten mit 485 Beschäftigten, wovon 444 unselbständige Beschäftigte waren. Wichtigste Branche in der Gemeinde ist demnach das Handel; Reparatur v.Kfz u.Gebrauchsgütern mit zwölf Betrieben (77 Beschäftigte). Weiterhin von Bedeutung ist die Branche Beherbergungs- u. Gaststättenwesen mit damals acht Arbeitsstätten (19 Beschäftigte) sowie die Verkehr und Nachrichtenübermittlung mit 179 Beschäftigten und sieben Arbeitsstätten. Die eher geringen Beschäftigungsmöglichkeiten in der Gemeinde verursachen eine hohe Pendlerrate. Bei 344 Einpendlern waren 2001 588 Einwohner von Absdorf außerhalb ihrer Heimatgemeinde beschäftigt.

### Land- und Forstwirtschaft
| Hühner             | 1.589 |
| Schweine           | 485   |
| Sonstiges Geflügel | 59    |
| Rinder             | 55    |
| Pferde             | 1     |
| Schafe             | –     |
| Ziegen             | –     |
| Zuchtwild          | –     |

1999 bestanden in Absdorf 39 land- und forstwirtschaftliche Betriebe, die insgesamt rund 1309 Hektar Fläche bewirtschafteten. 23 Betriebe wurden im Haupterwerb und 16 im Nebenerwerb geführt. Kein einziger Betrieb war im Eigentum von juristischen Personen. Gegenüber 1995 hat sich der Rückgang der landwirtschaftlichen Betriebe insbesondere im Bereich der Hauptbewerbslandwirte fortgesetzt, während sich die Zahl der Betriebe im Nebenweberwerb um 6,7 % erhöhte. Insgesamt reduzierte sich die Zahl der landwirtschaftlichen Betriebe zwischen 1995 und 1999 um 13,3 %, während die bewirtschaftete Fläche beinahe unverändert blieb. Diese Betriebe beschäftigen etwa 150 Arbeitskräfte.
Insgesamt gab es bei der Viehbestand-Zählung 1999 in Absdorf 19 Viehhalter mit 2.186 Nutztieren. Rund 73 % der Nutztiere (von 8 Haltern) waren Hühner. Sie gehörten alle zur Kategorie Küken und Hennen für Legezwecke, Hähne. Die zweitgrößte Anzahl an Tieren erreichten die Schweine mit 485 Tieren (mit sechs Haltern). Davon gehörten die meisten zur Kategorie Ferkel (bis unter 20 kg Lebendgewicht), nämlich 273, gefolgt von 88 Schweinen der Kategorie Zuchtschweine mit einem Lebendgewicht von 50 kg u. darüber.

### Weinbau
Zwischen Absdorf und Spitz an der Donau erstreckt sich auf 50 Kilometern eine Rebfläche, die 4/5 des Weinbaugebietes Donauland umfasst und aus der etwa 90 % der abgefüllten Flaschen stammen. Ausschlaggebend dafür ist unter anderem das für den Weinbau ideale Klima. Momentan erlebt der Weinbau in der Region aufgrund der guten Vermarktung und des hohen Interesses einen großen Aufschwung.
In Absdorf gab es 2001 45 Betriebe, welche 29,91 Hektar Fläche bewirtschafteten. Davon wurden 25,59 (86 %) Hektar für Weißwein und 3,00 (10 %) Hektar für Rotwein ertragsfähig genutzt. Nicht ertragsfähig wurden für Weißwein 0,63 (4 %) Hektar bewirtschaftet. Bei Rotwein wurde der Zweigelt am flächengrößten angebaut, bei Weißwein waren es die Sorten Grüner Veltliner, Weißburgunder und Müller-Thurgau. Rund 18 Hektar wurden seit mehr als 20 Jahren, 8 Hektar seit zehn bis 19 Jahren, 3 Hektar seit drei bis neun Jahren und 1 Hektar unter drei Jahren betrieben.

### Verkehr

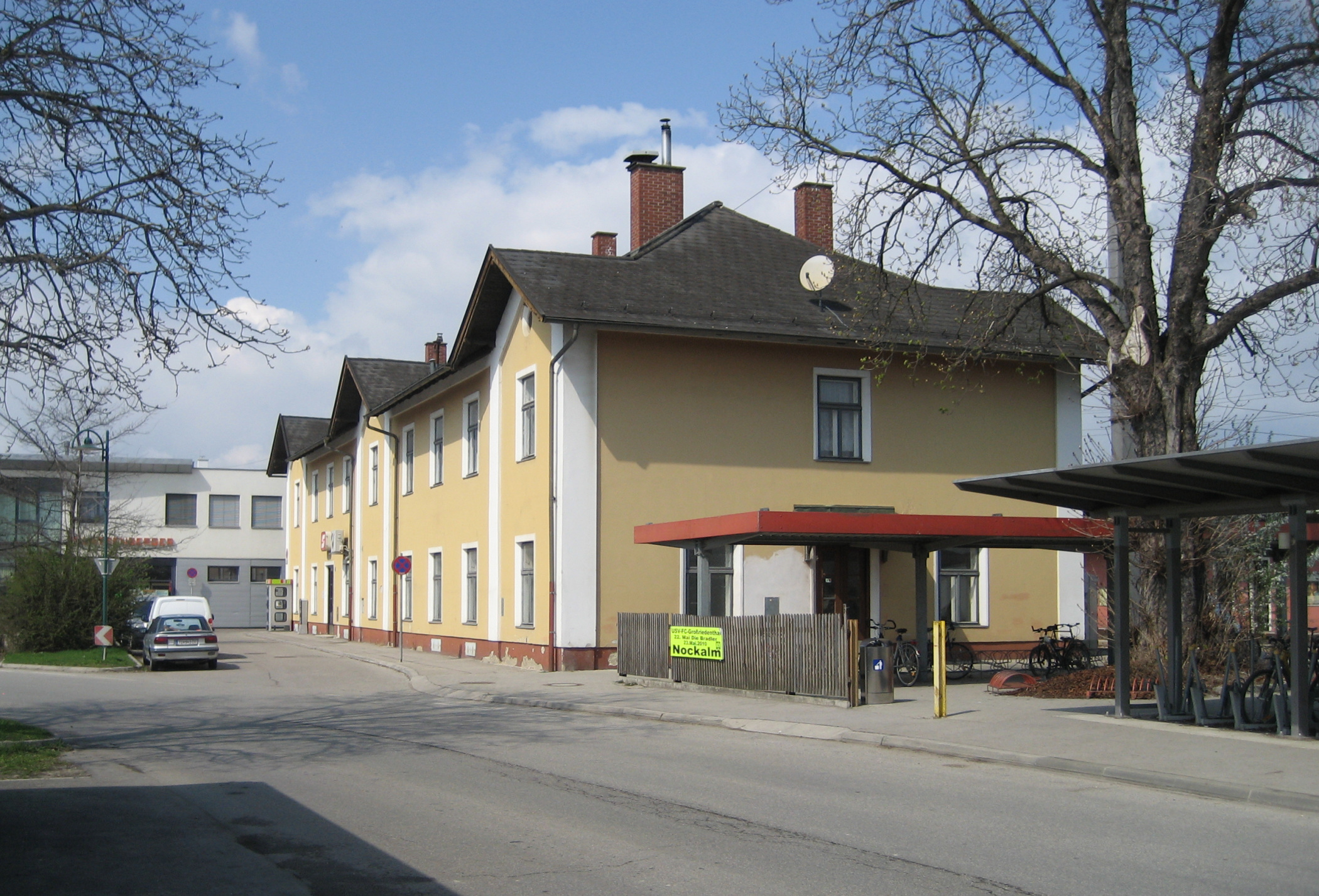
Bahnhof Absdorf-Hippersdorf

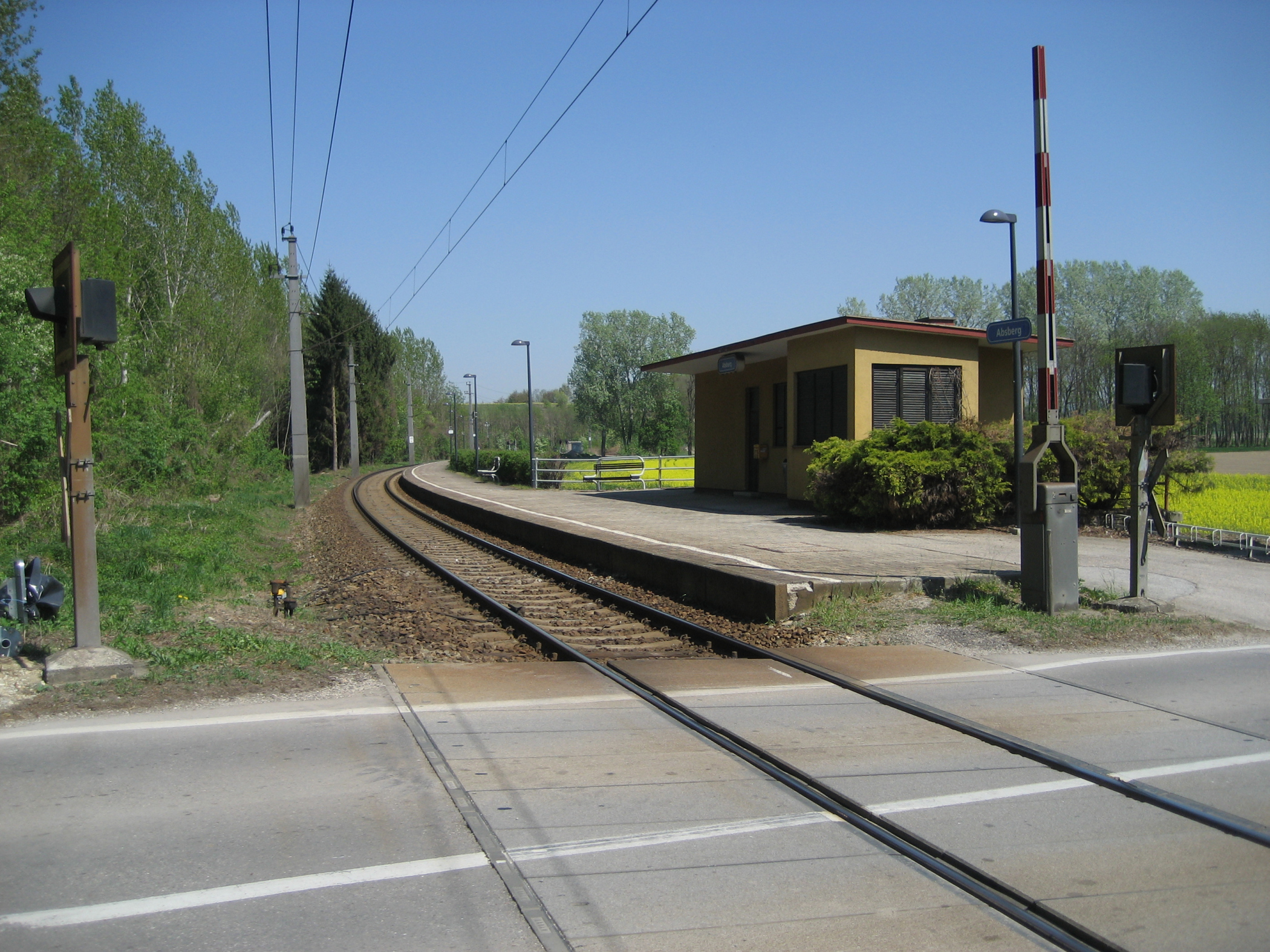
Ehemalige Haltestelle Absberg (bis 2015)

- Bahn: In Absdorf befindet sich der Bahnhof Absdorf-Hippersdorf der Franz-Josefs-Bahn. Weiters bestehen seit 1872 zwei Abzweigungen nach Stockerau und Krems. In Absberg befindet sich eine ehemalige Bahnhaltestelle, die mit 13. Dezember 2015 von der ÖBB aufgelassen wurde.
- Straße: Südlich von Absdorf befindet sich die Schnellstraße S5. Im Gemeindezentrum liegt die Kreuzung dreier alter Hauptstraßen: Der Stockerauerstraße nach Osten, der Kremserstraße nach Westen und der Tullnerstraße nach Süden.

### Einrichtungen
Für die medizinische Versorgung stehen ein Arzt für Allgemein Medizin und zwei Zahnärzte sowie eine Physiotherapeutin zur Verfügung.
Für die Hilfe bei Notfällen gibt es die nächste Ortsstelle des Roten Kreuzes in Großweikersdorf. Die nächste Polizei befindet sich in Kirchberg. Im Herbst 2010 wurde das örtliche Postamt geschlossen, die Postdienste werden jetzt von einem Postpartner angeboten.
Die 1886 gegründete Freiwillige Feuerwehr gehört zum Bezirksfeuerwehrkommando Tulln, Abschnittsfeuerwehrkommando Kirchberg am Wagram.

### Bildung
Von den 1.293 Einwohnern, die im Jahr 2001 über 15 Jahre alt waren, hatten 28 einen Hochschulabschluss, 24 eine hochschulverwandte Ausbildung, 80 hatten eine berufsbildende höhere Schule, 27 eine allgemeinbildende höhere Schule, 192 eine Fachschule besucht, 486 hatten eine Lehre und 456 eine allgemeinbildende Pflichtschule als höchste abgeschlossene Ausbildung absolviert.
Absdorf hat einen zweigruppigen niederösterreichischen Landeskindergarten sowie eine Volksschule mit etwa 80 Schülern und vier Lehrern. Die nächsten Hauptschulen befinden sich in Kirchberg, das nächste Gymnasium in Tulln. Die nächsten Universitäten sind in Wien, St. Pölten und Krems.

## Politik

### Gemeinderat
Der Gemeinderat hat 19 Mitglieder.
- Mit den Gemeinderatswahlen in Niederösterreich 1990 hatte der Gemeinderat folgende Verteilung: 13 SPÖ und 6 ÖVP.
- Mit den Gemeinderatswahlen in Niederösterreich 1995 hatte der Gemeinderat folgende Verteilung: 14 SPÖ und 5 ÖVP.[18]
- Mit den Gemeinderatswahlen in Niederösterreich 2000 hatte der Gemeinderat folgende Verteilung: 14 SPÖ und 5 ÖVP.[19]
- Mit den Gemeinderatswahlen in Niederösterreich 2005 hatte der Gemeinderat folgende Verteilung: 13 SPÖ und 6 ÖVP.[20]
- Mit den Gemeinderatswahlen in Niederösterreich 2010 hatte der Gemeinderat folgende Verteilung: 9 ÖVP, 4 SPÖ, 3 PRO–Pro Absdorf und 3 L. MÖRTH–Bürgermeister Liste Sonja Mörth.[21]
- Mit den Gemeinderatswahlen in Niederösterreich 2015 hatte der Gemeinderat folgende Verteilung: 15 ÖVP und 4 SPÖ.[22]
- Mit den Gemeinderatswahlen in Niederösterreich 2020 hat der Gemeinderat folgende Verteilung: 14 ÖVP und 5 SPÖ.[23]
- Mit den Gemeinderatswahlen in Niederösterreich 2025 hat der Gemeinderat folgende Verteilung: 11 ÖVP, 4 SPÖ, 3 NBA (Neutrale Bürgerliste Absdorf), 2 Grüne und 1 FPÖ.[24]

### Bürgermeister
- 1965–1975 Josef Schneider (SPÖ)
- 1975–1989 Franz Pfeiffer (SPÖ)
- 1989–2003 Gerhard Korner (SPÖ)
- 2003–2010 Sonja Stöger/Sonja Mörth (SPÖ)
- seit 2010 Franz Dam (ÖVP)[25]

### Wappen

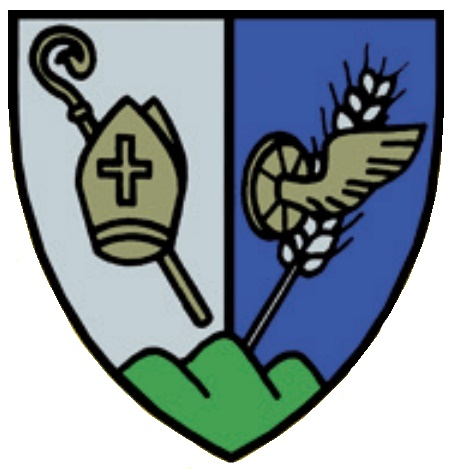

Absdorf wurde erst 1964 mit einem Wappen ausgezeichnet. Der Wappenschild mit einem grünen Dreiberg im Schildfuß ist in Silber und Blau gespalten. Vorn liegt eine goldene bischöfliche Mitra auf einem schrägrechten goldenen Bischofsstab mit der Krümme nach dem oberen Schildrand weisend und hinten ein heraldisch links goldenes geflügeltes Rad auf einer nach links geneigten silbernen Kornähre auf.

## Persönlichkeiten
- Helmut Cerwenka (* 1952), Politiker, von 2004 bis 2012[26] Volksschuldirektor in Absdorf
- Ernst Dospel (* 1976), Fußballspieler